# Helina daicles
Helina daicles är en tvåvingeart som först beskrevs av Walker 1849.  Helina daicles ingår i släktet Helina och familjen husflugor. Arten är reproducerande i Sverige. Inga underarter finns listade i Catalogue of Life.